# Lan Caihe

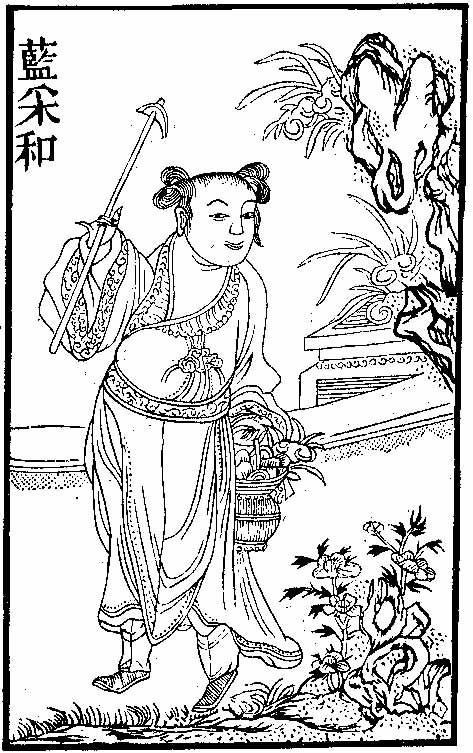
Grabado en madera de Lan Caihe.

Lan Caihe (chino simplificado: 蓝采和, chino tradicional: 藍采和, pinyin: Lán Cǎihé, Wade-Giles: Lan Ts'ai-ho, Lam Choy Wah) es una deidad china reverenciada por los taoístas. Es el menos conocido de los ocho inmortales. Su edad y sexo son desconocidos, por lo que se piensa que podría ser de una naturaleza hermafrodita o no binaria. Supuestamente vivió en tiempos de la dinastía Tang. Es el santo patrón de la horticultura y los floristas.
En la forma más popular se le representa como un joven o niño afeminado aunque también puede ser un hombre anciano o, en las pinturas modernas, una mujer joven. Su símbolo es una cesta de bambú que a veces lleva en el hombro colgando de un azadón. Dentro hay flores asociadas con la longevidad, como brotes de bambú y pino, ramas de ciruelo sin hojas y crisantemos.
Es conocido por su comportamiento estrafalario y fuera de las normas, vestido con andrajos. En invierno lleva pantalones cortos y camisas finas y duerme sobre la nieve, desprendiéndose de su cuerpo nubes de vapor. En verano viste una gruesa chaqueta de lana y pantalones largos. Usa un solo zapato. También se le representa como una artista y bailarín callejero que regala a la gente pobre el dinero que gana. En este sentido se dice que una vez tuvo que disfrazarse de bruja para interpretar un papel, lo que sería el origen de la confusión sobre su sexo. Cuando está borracho improvisa canciones sobre la inmortalidad que nadie puede entender.